# Llista de reis de Buganda
Llista dels reis de Buganda, anomenats kabakas:
1. Kato Kintu, principis segle XIV
2. Chwa I de Buganda, mitjan segle xiv
3. Kimera de Buganda, c.1374-c.1404
4. Ttembo de Buganda, c.1404-c.1434
5. Kiggala de Buganda, c.1434-c.1464 and c.1484-c.1494
6. Kiyimba de Buganda, c.1464-c.1484
7. Kayima de Buganda, c.1494-c.1524
8. Nakibinge de Buganda, c.1524-c.1554
9. Període d'interregnes (c.1554-c.1555)
10. Mulondo de Buganda, c.1555-1564
11. Jemba de Buganda, c.1564-c.1584
12. Suuna I de Buganda, c.1584-c.1614
13. Sekamaanya de Buganda, c.1614-c.1634
14. Kimbugwe de Buganda, c.1634-c.1644
15. Kateregga de Buganda, c.1644-c.1674
16. Mutebi I de Buganda, c.1674-c.1680
17. Juuko de Buganda, c.1680-c.1690
18. Kayemba de Buganda, c.1690-c.1704
19. Tebandeke de Buganda, c.1704-c.1724
20. Ndawula de Buganda, c.1724-c.1734
21. Kagulu de Buganda, c.1734-c.1736
22. Kikulwe de Buganda, c.1736-c.1738
23. Mawanda de Buganda. c.1738-c.1740
24. Mwanga I de Buganda, c.1740-c.1741
25. Namuggala de Buganda, c.1741-c.1750
26. Kyabaggu de Buganda, c.1750-c.1780
27. Jjunju de Buganda, c.1780-c.1797
28. Semakookiro de Buganda, c.1797-c.1814
29. Kamaanya de Buganda, 1814 - 1832
30. Suuna II de Buganda, 1832 - 1856
31. Muteesa I de Buganda, 1856 - 1884
32. Mwanga II de Buganda, 1884 - 1888 and 1889 - 1897
33. Mutebi II Kiwewa de Buganda, 1888 - 1888
34. Kalema de Buganda, 1888 - 1889
35. Daudi Chwa II de Buganda, 1897 - 1939
36. Mutesa II de Buganda, 1939 - 1969 (exiliat 1953-1955)
  1. Regent Paulo Kavuma (30 de novembre de 1953 - 8 de desembre de 1953)
  2. Regent Paulo Kavuma, Latimer Mpagi i Matayo Mugwanya 1953-1955
  3. Regent príncep Badri Kakangulu, Mayangenda i Andrea Kyewa, 1955
  4. Regne abolit 1967-1993
37. Mutebi II Ronald Muwenda, (rei a l'exili 1969-1993, i al país 1993 - present)